# Llista de monuments de la província de Castelló
Llista de monuments de la província de Castelló inscrits en l'Inventari General del Patrimoni Cultural Valencià per la província de Castelló.
S'inclouen els monuments declarats com a Béns d'Interés Cultural (BIC), classificats com a béns immobles sota la categoria de monuments (realitzacions arquitectòniques o d'enginyeria, i obres d'escultura colossal), i els monuments declarats com a Béns immobles de rellevància local (BRL). Estan inscrits en l'Inventari General del Patrimoni Cultural Valencià, en les seccions 1a i 2a respectivament.

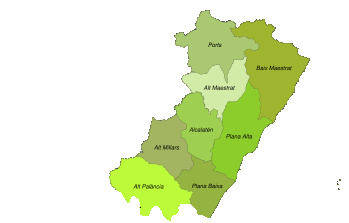
Comarques de la província de Castelló

Les llistes estan dividides per comarques:
- Llista de monuments de l'Alcalatén
- Llista de monuments de l'Alt Maestrat
- Llista de monuments de l'Alt Millars
- Llista de monuments de l'Alt Palància
- Llista de monuments del Baix Maestrat
- Llista de monuments de la Plana Alta
- Llista de monuments de la Plana Baixa
- Llista de monuments dels Ports